# Estreito Indispensável

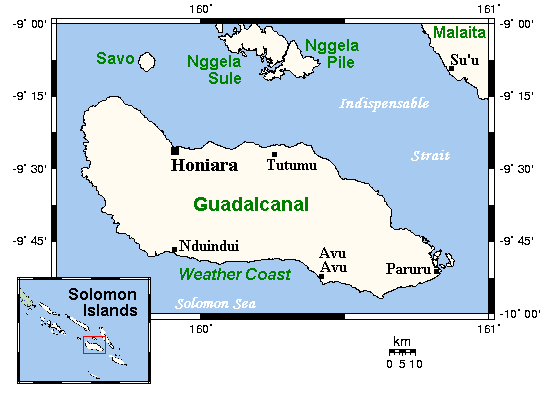
Localização do estreito Indispensável

O Estreito Indispensável (em inglês:  Indispensable Strait) é um estreito situado nas Ilhas Salomão, de cerca de 200 km de largura, entre a Ilha de Santa Isabel e Makira a noroeste e as Ilhas Florida e Guadalcanal a sudoeste, e Malaita a nordeste.